# Rhynchophora
A Rhynchophora a Malpighiales rendjébe és a malpighicserjefélék (Malpighiaceae) családjába tartozó nemzetség.

## Rendszerezés
A nemzetségbe az alábbi 2 faj tartozik:
- Rhynchophora humbertii Arènes
- Rhynchophora phillipsonii W.R. Anderson